# Mugilogobius durbanensis
Mugilogobius durbanensis és una espècie de peix de la família dels gòbids i de l'ordre dels perciformes.

## Morfologia
Els mascles poden assolir els 4,5 cm de longitud total.

## Distribució geogràfica
Es troba des del sud de Moçambic fins a Coffee Bay (Sud-àfrica).